# Mátyás Rákosi
Mátyás Rákosi (Ada, 14. ožujka 1892. - Gorki, 5. veljače 1971.), zloglasni mađarski komunistički diktator i političar, na čelu Mađarske od 1945. do 1956. godine.

## Životopis
Rodio se kao Mátyás Rosenfeld u mjestu Ada, tadašnja Austro-Ugarska (danas Srbija). Šesti sin židovskog trgovca, kasnije je prezirao vjeru. Služio je u austrougarskoj vojsci kad je izbio Prvi svjetski rat, te je zarobljen na istočnom bojištu. Vratio se kući, sudjelovao u komunističkoj vladi premijera Bele Kuna, a nakon njenog pada ide u Sovjetski savez, i vraća se 1924. godine. U domovini je zatvoren, te pušten u SSSR 1940. godine da bi u Mađarsku donio revolucionarne zastave koje su ruski vojnici zarobili kod Világosa 1849. godine. U SSSR-u je vodio Kominternu te se vratio ponovno u Mađarsku a dopratila ga je Crvena armija.
Nakon dolaska komunista na vlast u Mađarskoj postao je generalni sekretar KPM-a. Godine 1948. prisilio je socijaldemokrate da se spoje s komunistima i time je stvorena Mađarska radnička stranka. Napustio je sve tendencije ka demokraciji te je Mađarska postala komunistička diktatura. Opisivao se kao "Staljinov najbolji mađarski učenik". Razvio je snažan kult ličnosti. Skovao je termin "salamske taktike" jer se protivnika rješavao krišku po krišku. Zatvarao je, uhićivao, pa i ubijao stvarne i zamišljene neprijatelje u staljinističkim čistkama.
U kolovozu 1952. postao je mađarski premijer, ali je ubrzo morao dati ostavku. Na njegovo mjesto dolazi Imre Nagy kojeg on napada. Mađari su poslije rata morali platiti oko 300 milijuna dolara reparacija koje su primili SSSR, Čehoslovačka i Jugoslavija. Nisu dobili novce koje je predviđao Marshallov plan, a reparacije su iznosile "između 19 i 22 % BDP-a". 1946. zabilježene su najviše stope hiperinflacije u povijesti.
U lipnju 1956. smijenjen je s mjesta glavnog sekretara KPM-a, a zamijenio ga je Erno Gero. Godine 1956. preselio se u SSSR, navodno zbog zdravstvene njege. Ostatak života proveo je u Kirgistanu. Godine 1970. dobio je dozvolu za povratak kući, ali nije smio biti politički aktivan. Odbio je ponudu, umrijevši u mjestu Gorki 1971. godine. Tijelo mu je vraćeno kući i pokopano u Budimpešti.